# Heinrich Müller (labdarúgó, 1888)
Heinrich Müller (Winterthur, 1888 – Montreux, 1957. május 11.) svájci labdarúgóhátvéd, edző.